# Ohmbach
Ohmbach là một đô thị ở huyện Kusel, bang Rheinland-Pfalz, phía tây nước Đức. Đô thị Ohmbach có diện tích 3,9 km².